# Papa Ponciano
São Ponciano (em latim: Pontianus); (Roma, 175 — Roma, 19 de novembro de 235) foi o 18º Papa da Igreja Católica, de 21 de julho de 230 a 29 de setembro de 235, quando se tornou o primeiro Pontífice a renunciar ao cargo.
Durante seu pontificado, o cisma de Hipólito chegou ao fim. Ponciano e outros líderes da Igreja, entre eles Hipólito, foram exilados pelo imperador Maximino Trácio para a Sardenha e, em consequência, ele renunciou ao papado no dia 25 ou 28 de setembro de 235, para permitir à Igreja eleger outro líder que estivesse presente em Roma, sendo eleito o Papa Antero.
É desconhecido quanto tempo ele viveu exilado, mas sabe-se que ele morreu de esgotamento, graças ao tratamento desumano nas minas da Sardenha, onde trabalhava. De acordo com a tradição, morreu na ilha de Tavolara. Ponciano confirmou a condenação proferida por Demétrio de Alexandria a alguns textos de Orígenes, de conteúdo gnóstico.  Ordenou o canto dos salmos nas igrejas, prescreveu o "Confiteor", antes da missa e introduziu a fórmula "Dominus vobiscum". Sua festa foi celebrada dia 19 de novembro, mas atualmente é celebrada junto com a de seu rival Hipólito, em 13 de agosto.

## Tumba
Seus restos mortais foram levados para Roma pelo Papa Fabiano e enterrados na catacumba de Papa Calisto I, no cemitério da Via Tiburtina, sendo depois transladados para a basílica de Santa Praxedes. 